# Матія Фріган
Матія Фріган (хорв. Matija Frigan; 11 лютого 2003, Рієка) — хорватський футболіст, нападник клубу «Вестерло».

## Клубна кар'єра
Уродженець Рієкі, Фріган є вихованцем футбольної академії однойменного клубу. 26 листопада 2020 року дебютував в основному складі «Рієки» у матчі Ліги Європи УЄФА проти «Наполі».
У серпні 2021 року вирушив в оренду до клубу «ХНК Орієнт 1919». З серпня по грудень 2021 провів за команду 13 матчів і забив 4 голи в рамках Другої ліги Хорватії.
У січні 2022 року вирушив в оренду до клубу «Хрватскі Драговоляц». 11 лютого 2022 року забив свій перший гол у Першій лізі Хорватії у грі проти «Шибеника».

## Кар'єра у збірній
Виступав за збірні Хорватії до 18 і до 19 років.